# Tipula moctezumae
Tipula moctezumae är en tvåvingeart som beskrevs av Alexander 1925. Tipula moctezumae ingår i släktet Tipula och familjen storharkrankar. Inga underarter finns listade i Catalogue of Life.